# Overtoom 45 (Amsterdam)
Overtoom 45 , Amsterdam is een gebouw aan de Overtoom in Amsterdam-West.
Op deze plaats stonden al eeuwen gebouwen, maar deze moesten steeds afgebroken en vernieuwd worden. Dat gebeurde ook toen de gemeente Amsterdam hier grond opslokte van Nieuwer-Amstel en vol liet bouwen. De Overtoom, lange tijd een vaart, werd gedempt en moest omgebouwd worden van industriegebied tot woonwijk. In dit deel werd pand voor pand neergezet; grote bouwblokken met doorlopende gevelwanden ontbreken. 
Overtoom 45 werd neergezet naar ontwerp van of in opdracht van Hendrik Lesage (1859-1929), een aannemersbedrijf met timmerwerkzaamheden, maar ook een makelaarstak. Van Lesage is bekend dat hij wel werkte voor architecten als Dolf van Gendt. Op genoemd terrein werd na sloop van de “oudbouw” “nieuwbouw” neergezet in een strak ontworpen gebouw. In de gevel is een afwisseling te zien tussen helderrood baksteen (hier en daar is nog een lichtere variant geplaatst) en grijs natuursteen, waaronder graniet. Voorts zijn er sierlijke smeedijzeren balkon- en loggiabalustrades te zien. Het gebouw ontbeert een symmetrie door de plaatsing van een smal rechterdeel (1 raam met trappenhuis) en een breed (3 ramen) linkerdeel in de gevel met erker. Het pand kent een indeling van een bedrijfsruimte op de begane grond met daarboven vier woonetages (of drie met zolderetage). Het geheel wordt afgesloten door een bijna plat puntdak, waarin de jaarsteen “1914” is verwerkt. Voorts zijn er daar kunstzinnige tegeltableaus te zien op de pilasters. De hijsbalk is te vinden aan de smalle kant van het gebouw.
De familie Lesage kon tijdenlang genieten van het gebouw. Het aannemersbedrijf zou er tot in de 21e eeuw bedrijf voeren, bovendien woonden sommige families Lesage op de woonetages en kunstschilder Hendrik Lesage (1884-1975) werkte wel vanuit het tuinhuis.
Het gebouw valt mede op als architectonische schakel tussen de stijl van het rijksmonument Overtoom 37-43 dat in de stijl van de Amsterdamse School is opgetrokken en Overtoom 47 dat uit de 19e eeuw stamt. Het gebouw werd op 16 december 2008 tot gemeentelijk monument verklaard.

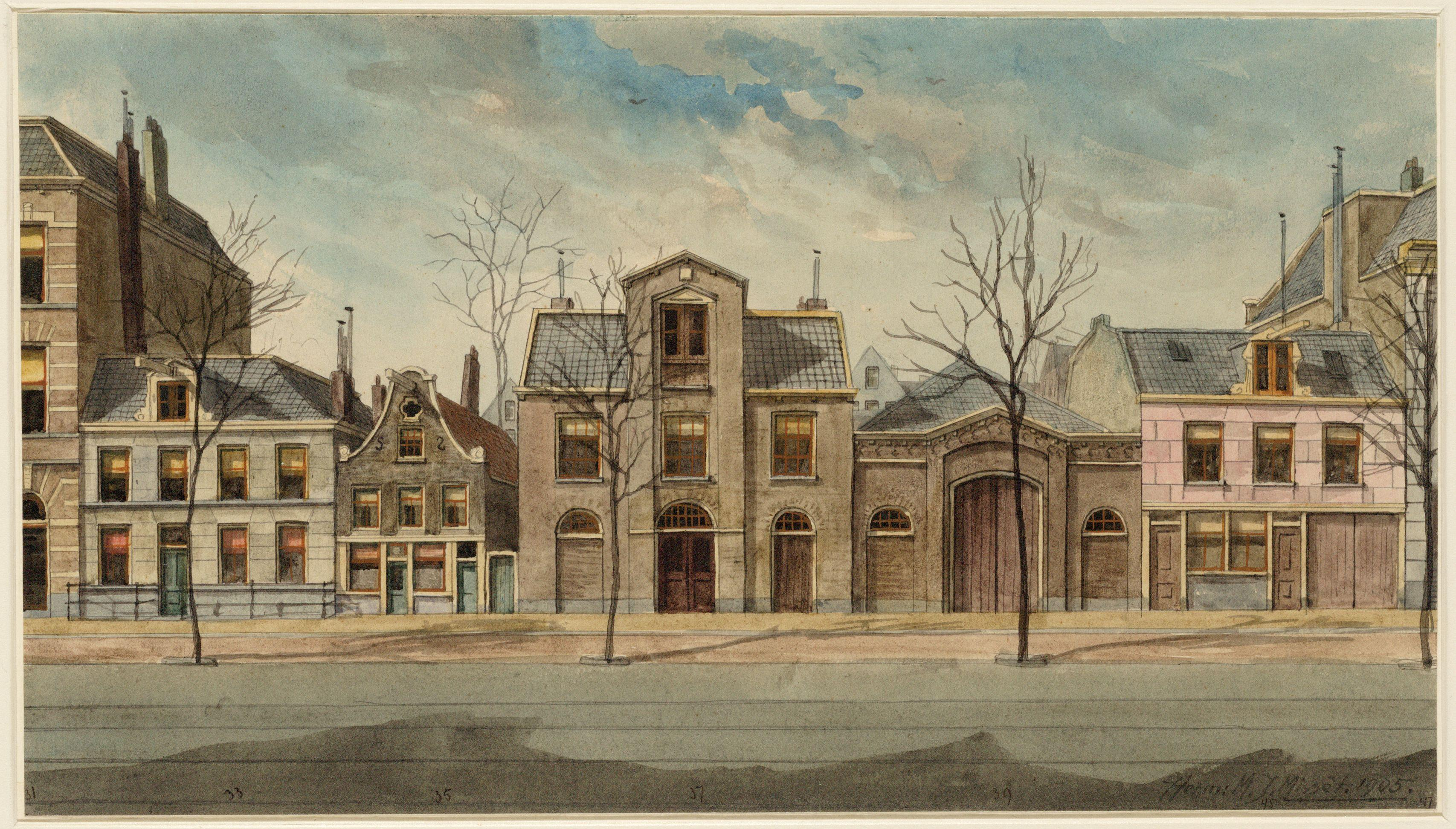
Herman Misset legde de gebouwen 31 (links) tot en met 47 (rechts) vast in 1905; het linker huisje met de klokgevel staat op nr. 35; in het middel een tramgebouw van de AOM; het roze gebouw maakte plaats voor Lesage